# Gesellschaftsrecht (Deutschland)
In der deutschen Rechtswissenschaft wird mit Gesellschaftsrecht das Rechtsgebiet bezeichnet, das sich mit den privatrechtlichen Personenvereinigungen, die zur Erreichung eines bestimmten Zweckes durch Rechtsgeschäft begründet werden, beschäftigt.
Daneben hat das gemeinsame Anstalts-, Gesellschafts- und Stiftungsrecht der Europäischen Union in Deutschland Geltung.

## Geschichte
Die Geschichte des Gesellschaftsrechts setzt im 12. Jahrhundert ein, als der Handel bedeutsames Wachstum erfuhr und zumindest in den Städten sich ein selbstständiges Recht der Kaufleute entwickelte. Beeinflusst war das hochmittelalterliche Handels- und Gesellschaftsrecht durch das vom kanonischen Recht proklamierte Zinsverbot (Zinserhebung galt a priori als Wucher). Deshalb wurden im Gesellschaftsrecht Lösungen gesucht, sich dem entgegenzustellen beziehungsweise sich mit den Vorgaben zu arrangieren. Genua gilt als Keimzelle der seehandelsgeschäftlich orientierten Kommenda, Vorläuferin der Kommanditgesellschaft. Gewinnverteilung erfolgte in der Form einer gesellschaftsrechtlichen Beteiligung daran, da Zinsen schließlich nicht eingenommen werden durften. Diese Art des Vermögenszuwachses wurde von der Kirche geduldet, weil der Gesellschafter andererseits mit der Einlage für Gesellschaftsschulden haftete. Später entwickelten sich die offenen Handelsgesellschaften und Gesellschaftstypen, deren rechtliche Konstruktion bis heute nicht endgültig geklärt sind (so die von 1380 bis 1530 existierende Große Ravensburger Handelsgesellschaft). Kapitalgesellschaften bildeten sich erst sehr spät heraus, mit Beginn des 19. Jahrhunderts (Aktiengesellschaften). Bereits im Alten Reich bestehende brandenburgisch-preußische und österreichische Kompanien, die Handel mit den Kolonialländern betrieben, waren nach dem Vorbild der beiden internationalen Vorläufer organisiert, der britisch-ostindischen und der niederländischen Ostindienkompanien.
Erstmals kodifiziert wurden Regelungen zum Gesellschaftsrecht im Preußischen Allgemeinen Landrecht von 1794. Darin enthalten waren Regelungen zur vermögensmäßigen societas (der Vorläuferin der GbR), der moralischen Personen sowie zur OHG und zur Stillen Gesellschaft. Die weltweit erste gesetzliche Ausgestaltung der Aktiengesellschaft (société anonyme) geht auf den französischen Code de commerce von 1807 zurück. In Deutschland fand das Gesellschaftsrecht seine erste gesamtdeutsche Regelung durch das Allgemeine Deutsche Handelsgesetzbuch (ADHGB) von 1861; für die Aktiengesellschaft enthielt dieses noch ein Konzessionssystem, das allerdings schon 1870 wieder aufgehoben wurde. Juristisches Neuland betrat die deutsche Gesetzgebung 1892, als die international unbekannte Form der GmbH im GmbH-Gesetz von 1892 zum Entstehen kam. Die Systematik des deutschen Gesellschaftsrechtes geht in seiner heutigen Form auf das BGB von 1896 (in Kraft seit 1900) und das Handelsgesetzbuch (HGB) von 1897 zurück. 1937 wurde aus diesem das Recht der Aktiengesellschaften ausgegliedert. Seit dem letzten Drittel des 20. Jahrhunderts finden wichtige Entwicklungen besonders im Gesellschaftsrecht der Europäischen Union statt.

## Rechtsquellen
Einfachrechtliche Rechtsquellen des Gesellschaftsrechtes sind:
- für Aktiengesellschaften: AktG
- für Genossenschaften: GenG
- für Gesellschaft bürgerlichen Rechts: §§ 705 ff. BGB
- für Gesellschaften mit beschränkter Haftung: GmbHG
- für Partnerschaftsgesellschaften: PartGG
- für Personenhandelsgesellschaften (OHG & KG): §§ 105 ff. HGB
- für Vereine: §§ 21 ff. BGB

Daneben sind in verfassungsrechtlicher Hinsicht die Art. 9 und Art. 14 Grundgesetz (GG) von besonderer Relevanz.

## Sachrecht
Nach § 705 BGB liegt eine Gesellschaft unter drei Voraussetzungen vor:
1. Zusammenschluss mehrerer Personen durch Vertrag,
2. der Zusammenschluss dient einem erlaubten Zweck,
3. die Vertragsschließenden verpflichten sich, den gemeinsamen Zweck zu fördern.

Diese Merkmale definieren die Grundform der Gesellschaft, die sog. Gesellschaft des bürgerlichen Rechts – GbR – (auch "BGB-Gesellschaft" genannt). Innerhalb der zahlreichen Gesellschaftsformen unterscheidet man zwischen Personengesellschaften (beispielsweise die GbR, die OHG und die KG) und Körperschaften (beispielsweise Vereine bürgerlichen Rechts, die Aktiengesellschaft (AG) und die GmbH). Die Personengesellschaft unterscheidet sich vom Verein durch die Abhängigkeit ihres rechtlichen Bestandes von den Gesellschaftern und ihre Organisationsstruktur. Grundform der Personengesellschaften ist nach herrschender Meinung und Systematik des Gesetzes die Gesellschaft bürgerlichen Rechts, Grundform der Vereine der Verein bürgerlichen Rechts.

### Personengesellschaften
Personengesellschaften sind keine juristischen Personen und besitzen deshalb nach dem Gesetz keine eigene Rechtspersönlichkeit, wenngleich sie in der Praxis – mit Ausnahme der Stillen Gesellschaft – von ihrem Mitgliederbestand unabhängige Träger von Rechten und Pflichten sind.
- EWIV Europäische wirtschaftliche Interessenvereinigung
- GbR Gesellschaft bürgerlichen Rechts
- KG Kommanditgesellschaft
- oHG offene Handelsgesellschaft
- Partenreederei
- PartG Partnerschaftsgesellschaft
- Stille Gesellschaft

### Körperschaften

#### Nichtkapitalistische Körperschaften
Der eingetragene Verein (e. V.) ist ebenfalls eigenständige Körperschaft, jedoch keine Kapitalgesellschaft. Der Verein hat Mitglieder, aber nicht notwendigerweise ein Vermögen. 

#### Kapitalgesellschaften
Bei den Kapitalgesellschaften handelt es sich um juristische Personen.
- AG Aktiengesellschaft
- eG eingetragene Genossenschaft
- GmbH Gesellschaft mit beschränkter Haftung, auch in der Form der UG (haftungsbeschränkt) Unternehmergesellschaft
- KGaA Kommanditgesellschaft auf Aktien
- REIT-AG Aktiengesellschaft, ausschließliche Tätigkeit im Immobiliensektor
- SCE Europäische Genossenschaft
- SE Europäische Aktiengesellschaft

### Stiftungen
Rechtsfähige Stiftungen sind ebenfalls eigenständige juristische Personen, jedoch keine Gesellschaften. Die rechtsfähige Stiftung hat ein dauerhaft dem Stiftungszweck gewidmetes Vermögen, aber keine Mitglieder, Gesellschafter oder Eigentümer.

### Rechtsformübergreifende Regelungsprobleme

#### Mischformen
Darüber hinaus gibt es Mischformen, die aus mehreren Gesellschaften (Kapital- und Personengesellschaften) zusammengesetzt sind. Dabei tritt eine Kapitalgesellschaft oder Stiftung als persönlich haftende Gesellschafterin einer Personengesellschaft oder KGaA auf.
- AG & Co. KG
- AG & Co. KGaA
- AG & Co. OHG
- GmbH & Co. KG
- GmbH & Co. KGaA
- GmbH & Co. OHG
- Stiftung & Co. KG

## Haftung
Im deutschen Gesellschaftsrecht gibt es drei Formen der Haftung, und zwar die gesellschaftsrechtliche Haftung, die Zurechnung (hier insbesondere bei der Organhaftung) und die Durchgriffshaftung. Bei der letzteren geht es darum, die Rechtsfolgen der Haftung auf einen hinter dem eigentlichen Normadressaten stehenden Dritten zu erstrecken. Im Konzernrecht kennt man zudem die Konzernhaftung.

## Kollisionsrecht
Das internationale Gesellschaftsrecht (Kollisionsrecht) ist ein Teil des internationalen Privatrechts. Bislang gibt es in Deutschland keine geschriebenen Regelungen dazu.
In der deutschen Rechtspraxis war bislang die Sitztheorie vorherrschend. Danach ist das Recht des Landes maßgeblich, in dem die Gesellschaft ihren tatsächlichen Verwaltungssitz hat. Das Gegenmodell zur Sitztheorie ist die Gründungstheorie. Danach ist das Recht des Staates anwendbar, in dem die Gesellschaft gegründet und registriert wurde, und zwar auch dann, wenn die Gesellschaft ihren Verwaltungssitz in ein anderes Land verlegt. Probleme ergeben sich hier allerdings bei den Briefkastengesellschaften; und es ist ein Race to the bottom möglich, also ein Zulauf in die Länder, die geringere Anforderungen an die Gründung haben (siehe auch Delaware-Effekt). In der Europäischen Union gilt seit den EuGH-Urteilen Daily Mail, Centros, Überseering und Inspire Art wegen der gebotenen Freizügigkeit auch für juristische Personen die Gründungstheorie – allerdings beschränkt auf Gesellschaften, die in einem Mitgliedstaat der Europäischen Union oder einem Staat der Europäischen Freihandelsassoziation (mit Ausnahme der Schweiz, die das EWR-Abkommen nicht ratifiziert hat) gegründet wurden. Dies hat in Deutschland auch zu einer starken Zunahme von Limiteds geführt.
In jüngerer Zeit gibt es – vor allem im Zuge der neueren höchstrichterlichen Rechtsprechung, wonach in der EU gegründete Gesellschaften aufgrund der europarechtlichen Niederlassungsfreiheit in anderen EU-Mitgliedstaaten auch dann anerkannt werden müssen, wenn diese Gesellschaften ihren effektiven Verwaltungssitz in ein anderes EU-Land verlegen – zunehmend auch Mischformen mit ausländischen Gesellschaftsformen (z. B. Limited & Co. KG).